# Thomas Darazs
Thomas Darazs (* 5. November 1977 in Wien) ist ein ehemaliger österreichischer Fußballspieler und nunmehriger -trainer.

## Karriere

### Als Spieler

#### Verein
Darazs begann seine Karriere beim FK Austria Wien. Bei der Austria durchlief er sämtliche Jugendteams und spielte später auch für die Amateure. Im Mai 1997 gab er dann gegen den FC Linz sein Debüt für die Profis der Favoritner in der Bundesliga. Bis zum Ende der Saison 1996/97 machte er vier Spiele im Oberhaus. In der Saison 1997/98 kam er zu zehn Bundesligaeinsätzen. In der Saison 1998/99 absolvierte er 17 Spiele im Oberhaus, in der Saison 1999/2000 kam er zu 25 Einsätzen. In der Saison 2000/01 kam er nur noch achtmal zum Zug, in der Saison 2001/02 sechsmal.
Zur Saison 2002/03 verließ Darazs die Austria nach 18 Jahren und wechselte zum Ligakonkurrenten SV Ried. Für Ried kam er zu 27 Einsätzen in der Bundesliga, aus der er mit den Oberösterreichern zu Saisonende aber abstieg. In der zweiten Liga kam er dann in der Saison 2003/04 aber nicht mehr zum Zug, im Jänner 2004 wechselte er zum Regionalligisten SC-ESV Parndorf 1919. Für Parndorf machte er in eineinhalb Jahren 30 Spiele in der Regionalliga, in denen er zehn Tore machte.
Zur Saison 2005/06 zog Darazs zum Ligakonkurrenten First Vienna FC weiter. Für die Vienna absolvierte er aber nur drei Regionalligapartien, woraufhin er sich im Jänner 2006 dem Ligakonkurrenten PSV Team für Wien anschloss. Für das TfW machte er 39 Spiele in der Ostliga, in denen er achtmal traf. Zur Saison 2007/08 wechselte er weiter innerhalb der Liga zur SV Schwechat. Mit den Schwechatern stieg er zu Saisonende allerdings aus der Regionalliga ab, in der Saison 2008/09 schaffte er mit der Mannschaft als Meister der Wiener Stadtliga dann den direkten Wiederaufstieg. In vier Spielzeiten kam er für Schwechat insgesamt zu 80 Ligaeinsätzen, in denen er 32 Mal traf.

#### Nationalmannschaft
Darazs spielte 1999 fünfmal für die österreichische U-21-Auswahl.

### Als Trainer
Nach seinem Abgang aus Schwechat übernahm er zur Saison 2011/12 den viertklassigen SC Ostbahn XI als Spielertrainer. Für Ostbahn kam er dreimal als Spieler in der Stadtliga zum Einsatz, im Oktober 2011 verließ er die Wiener wieder. Im selben Monat übernahm er dann den fünftklassigen SV Leithaprodersdorf aus dem Burgenland, den er aber in der Winterpause schon wieder verließ. Anschließend kehrte er im November 2011 nach Schwechat zurück, wo er Jugendleiter wurde.
Im August 2012 wurde er ein zweites Mal Trainer in Leithaprodersdorf. Im Oktober 2013 trennte sich der Verein wieder von ihm. Noch im selben Monat wurde er Trainer des niederösterreichischen Landesligisten SC Mannsdorf. Nach nur zwei Spielen im Amt wechselte er allerdings im Jänner 2014 zum Bundesligisten FC Admira Wacker Mödling, bei dem er U-16-Trainer wurde. Zur Saison 2014/15 übernahm er die U-15-Mannschaft. Zur Saison 2016/17 wurde er zum Trainer der Amateure befördert. Nach neun Spielen, in denen Admira II ohne Sieg blieb, wurde er im Oktober 2016 aber entlassen.
Zur Saison 2018/19 übernahm er im Burgenland den fünftklassigen USC Wallern. Im Oktober 2018 wechselte er dann aber nach Niederösterreich zum ASK Bad Vöslau. Dort wurde er im Mai 2019 entlassen. Zur Saison 2019/20 wurde er Co-Trainer von Oliver Lederer beim Regionalligisten FCM Traiskirchen. Im September 2019 übernahm er dann den fünftklassigen SC Korneuburg als Trainer. Dort musste er im November 2020 gehen.
Zur Saison 2021/22 übernahm er in Traiskirchen die zweite Mannschaft. Im September 2021 wurde er interimistisch Cheftrainer der Regionalligamannschaft, ehe er im November 2021 wieder zur Reserve zurückkehrte. Zur Saison 2022/23 wurde er Co-Trainer von Andreas Wieland in Belgien beim Zweitligisten K Beerschot VA. Gemeinsam mit Wieland verließ er Belgien im Dezember 2023. Darazs kehrte im Jänner 2024 dann nach Österreich zurück und arbeitete fortan beim LASK als Individualtrainer und in der Akademie.
Im April 2024 wurde er als Nachfolger für Thomas Sageder interimistisch Cheftrainer der Bundesligamannschaft der Linzer. Bis Saisonende holte der LASK unter seiner Führung in sieben Spielen 13 Punkte und beendete die Spielzeit als Dritter. Im Mai 2024 wurde Darazs dann zum Cheftrainer befördert und erhielt einen bis 2026 laufenden Vertrag. In die Saison 2024/25 startete der LASK schlecht, nach fünf Runden belegten die Linzer den vorletzten Tabellenrang (Tabellenletzter Hartberg hatte ein Spiel weniger) und die Qualifikation für die UEFA Europa League wurde verpasst. Daraufhin wurde Darazs im September 2024 entlassen und durch Markus Schopp ersetzt.